# Abitona
Abitona es un despoblado que actualmente forma parte de los concejos de Alaiza, Guereñu y Langarica, que están situado en el municipio de Iruraiz-Gauna, en la provincia de Álava, País Vasco (España).

## Toponimia
A lo largo de los siglos ha sido conocido con los nombres de Abitona y Habitona.

## Historia
Documentado desde el siglo XIII, y su apellido desde 1040, el municipio de Salvatierra percibía los diezmos del despoblado por privilegio real.
Aparece descrito en el primer volumen del Diccionario geográfico-estadístico-histórico de España y sus posesiones de Ultramar de Pascual Madoz de la siguiente manera:

ABITONA: desp. en la prov. de Alava y term. de la v. de Salvatierra (V.), á la cual pertenece por real privilegio y su cabildo percibia los diezmos.
(Madoz, 1845, p. 57)

Actualmente el lugar es conocido con el topónimo de Abituana.